# جورج كلايد فيشر
جورج كلايد فيشر (بالإنجليزية: (George) Clyde Fisher)‏ هو عالم طيور وعالم فلك وعالم نبات أمريكي، ولد في 22 مايو 1878 في سيدني في الولايات المتحدة، وتوفي في 7 يناير 1949.